# Adzsaria
Adzsaria (grúzul აჭარა; transzliteráció: ach'ara; magyaros átírása: acsara), hivatalos nevén Adzsar Autonóm Köztársaság (grúzul აჭარის ავტონომიური რესპუბლიკა; transzliteráció: ach'aris avtonomiuri respublika; magyaros átírás: acsarisz avtonomiuri reszpublika) autonóm köztársaság Grúzia délnyugati részén. Délről Törökország, nyugatról a Fekete-tenger határolja. Székhelye Batumi.

## Történelem
Adzsaria az ókorban Kolkhisz és Kaukázusi Ibéria része volt. Az i. e. 5. században a görögök, majd a rómaiak gyarmatosították. A 9. században az egyesített grúz királyság része lett, 1614-ben az oszmán-törökök hódították meg. 1878-ban a terjeszkedő Oroszországé lett a terület, az első világháború után brit és török katonák szállták meg, de 1920-ban a Grúz Demokratikus Köztársaság része lett. A törökök megpróbálták visszafoglalni, végül lemondtak róla azzal a feltétellel, hogy biztosítják a muszlim lakosság autonómiáját. Ennek a feltételnek az értelmében létrehozták az Adzsar Autonóm Szovjet Szocialista Köztársaságot, így a grúz fennhatóság alatti terület jelentős önkormányzattal rendelkezett.
A Szovjetunió felbomlása után a független, de politikailag megosztott Grúzia részévé vált. Az 1991–1993 közötti polgárháború nagyrészt elkerülte, amit főleg Aszlan Abasidze, a tartomány tekintélyelvű vezetője érdeme. Habár Abasidze fenn tudta tartani a rendet az autonóm köztársaságban és az ország egyik legfejlettebb régiójává tette, érdemeit beárnyékolják az alvilághoz fűződő kapcsolatai (csempészetből jelentősen gyarapította vagyonát), és országlása idején az emberi jogok is sérültek. A tbiliszi kormányzatnak Eduard Sevardnadze elnöksége idején gyakorlatilag nem volt befolyása Adzsaria életére, és szemet hunyt az események felett.
A 2003-as rózsás forradalom elsöpörte Sevardnadze hatalmát, és Miheil Szaakasvili, az új elnök, fellépett Grúzia integritásának helyreállításáért. Bár egy ideig a fegyveres konfliktus lehetősége is fennforgott, végül Abasidze 2004 májusában lemondott és Moszkvába menekült. Ezután helyreállították a központi hatalmat, és az autonómiát valamelyest megnyirbáló új törvényeket fogadtak el.

## Gazdaság
A terület elsősorban agrárrégió, kiváló minőségű földdel. Az éghajlat alkalmas citrusfélék, dohány és tea termesztésére. Valaha a teafeldolgozás és csomagolás húzóágazat volt, de mostanra már kevésbé jelentős.
Batumi jelentős kereskedelmi forgalmat bonyolít le és meghatározó csomópontja a Türkmenisztánból és Azerbajdzsánból jövő kőolajszállítmányoknak. A város ezenkívül hajógyári központ is.
A térség rohamosan fejlődik, tudható mindez részben az ingatlanpiac fellendülésének, amelyben az arab tőke is szerepet játszik.

## Nyelv
Az adzsárok grúz dialektust beszélnek, amely közel áll a guriai nyelvjáráshoz és több alnyelvjárása. A legtöbb ilyen alnyelvjárásra hatással volt a török nyelv.

## Vallás
Bár Adzsária hagyományosan muszlim régió, az 1878-ban beköszöntő orosz uralom miatt rengeteg adzsár költözött át az Oszmán Birodalomba. Nagyon sok ortodox vallású grúz vándorolt be Kahétiából, illetve keresztény vallású etnikai kisebbségek (pl. oroszok, görögök, örmények) révén Adzsária lakosságának több mint 50%-ban ortodox és csak kevesebb, mint 40%-a muszlim.

## Kultúra

### Gasztronómia
Adzsáriában jelen vannak a hagyományos grúz ételek illetve rendelkezik saját kulináris elemekkel, amelyre a szomszéd török gasztronómia erősen hatott.
Az ételek többségének alapja a tej. Számos étel készül halból, húsból és zöldségekből és az édességek is kiemelkedő szerepet játszanak. A hegyvidékek kínálatában szerepel a csahohbili, amely apróra vágott baromfihúsból készül dió, fokhagyma és rizs hozzáadásával.
Sokféle sajtot állítanak elő a térségben. A leghíresebb adzsár sajt, a datsznuli is a hegyvidéki részek terméke, elkészítési módja sajátos, s egyedi ízvilággal is bír.
A kaimagi a kajmakhoz hasonló tejkrém, amelyet legjobbal sajttal és kukoricakenyérrel fogyasztani.
A tésztás ételek közül a legnépszerűbb a tápláló és kalóriadús borano, amelyre többféle recept létezik. Készülhet krumpliból, tojásból, kukoricalisztből egyaránt. A másik, igen laktató fogás a szinori nevű sülttészta sajttal és vajjal töltve. Kihagyhatatlan a sajttöltelékes hacsapuri, amelynek közepébe olykor egy egész tojást ütnek.
A malahto egy babsaláta, amelyhez diót és fűszereket adnak, majd az iszrimi nevű, zöld szőlőből készülő mártással tálalják.
Kifejezetten adzsár étel a vajban olvasztott sajt, az ahma.
Batumi különlegessége az ún. homokkávé: a kávét forró homokon főzik meg. A legjobb hozzá a baklava nevű, egyébként nehezen elkészíthető édességet fogyasztani. Szilvából készülő desszertkülönlegesség a kaiszafa, amelynek hozzávalói főt aszalt szilva, őrölt dió és cukor. Kiváló sütemény teázáshoz.
Adzsáriában, miként Grúzia más területein is, nagy a borkészítés hagyománya. Az adzsár borászat központja Keda. A legnépszerűbb helyi faját a colikauri nevű fehérbor és cshaveri nevű rozé.

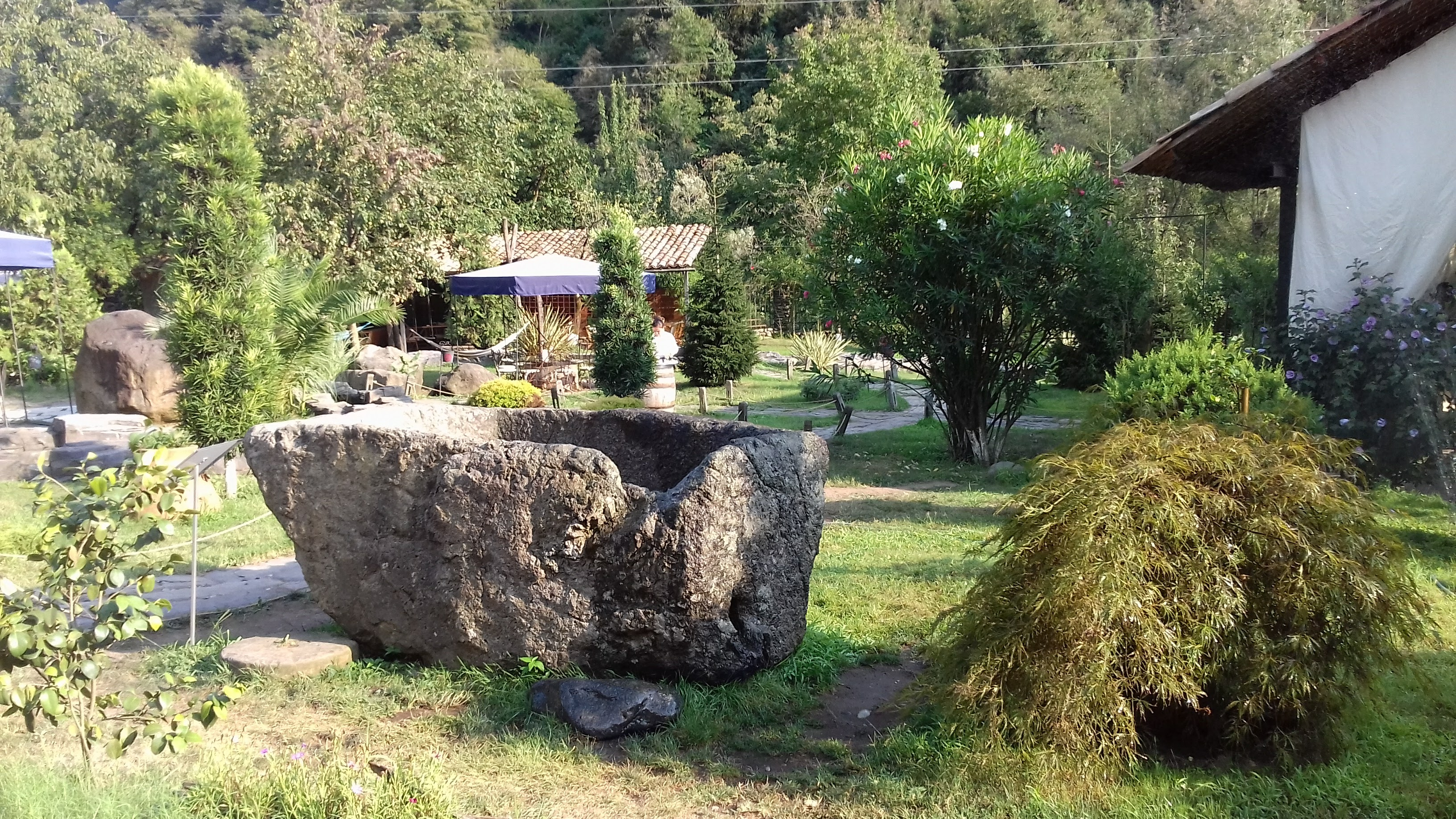
Egy 16. századi kőből készült borprés maradványa egy adzsáriai kertben
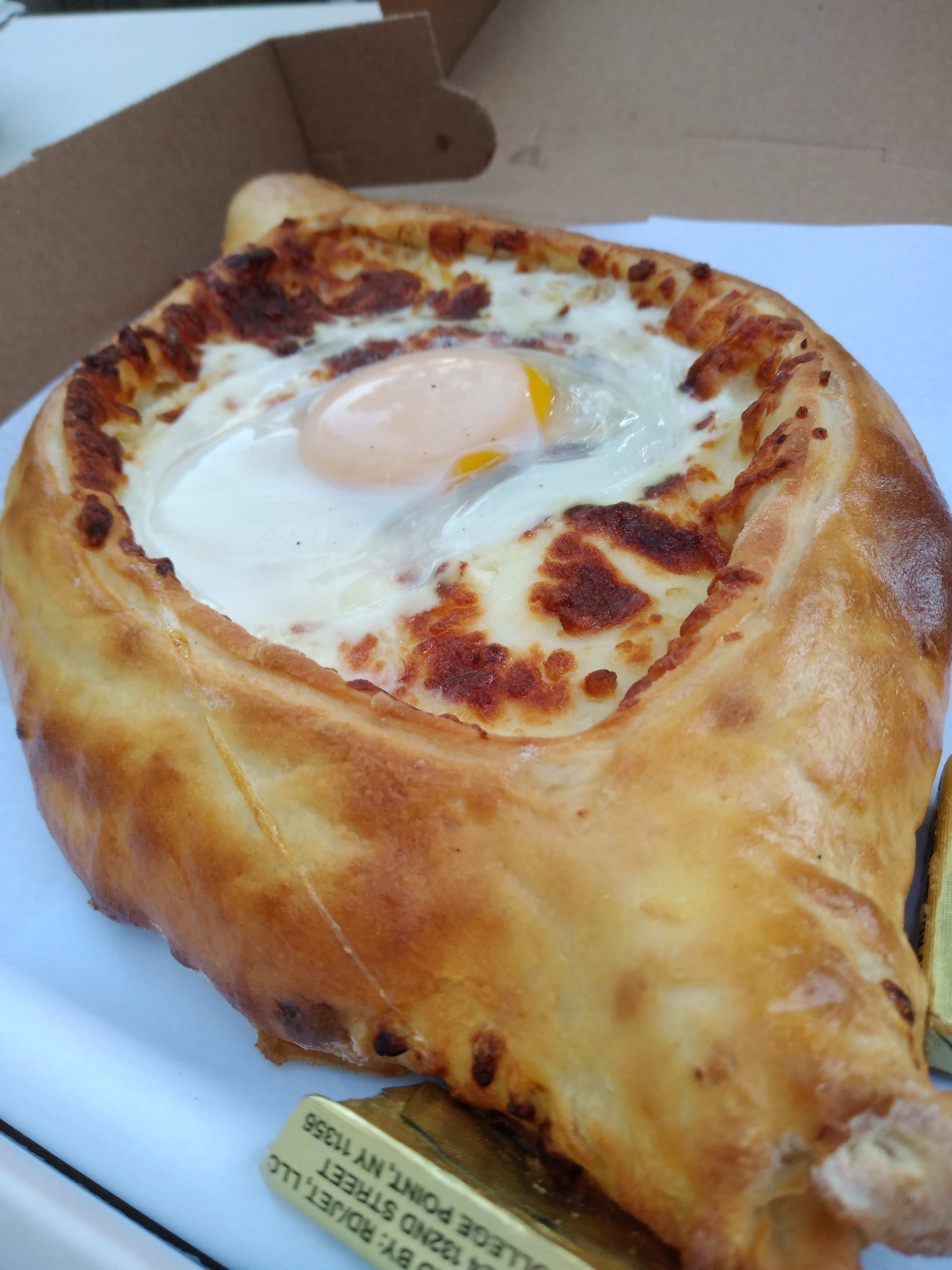
Hacsapuri
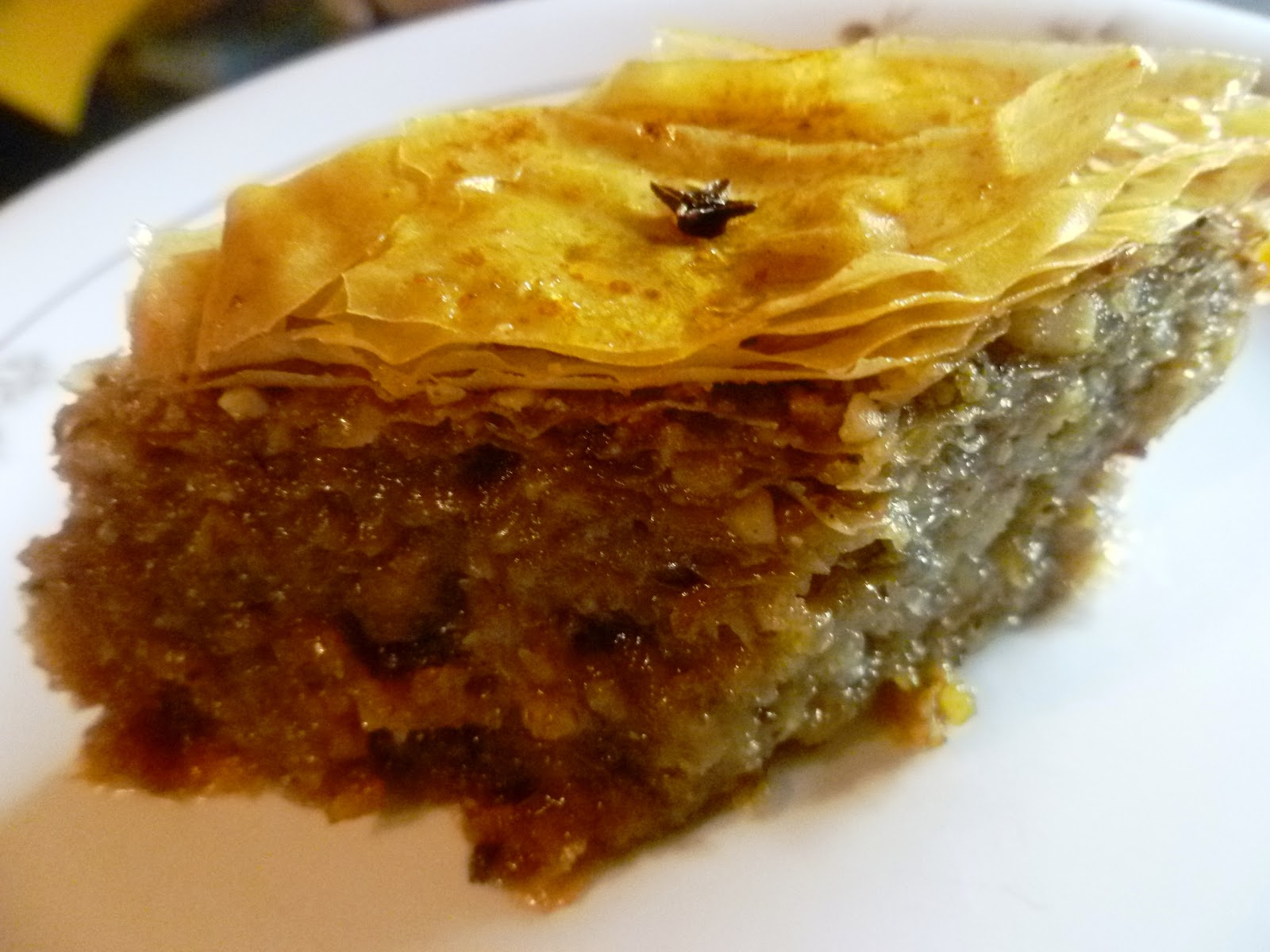
Baklava
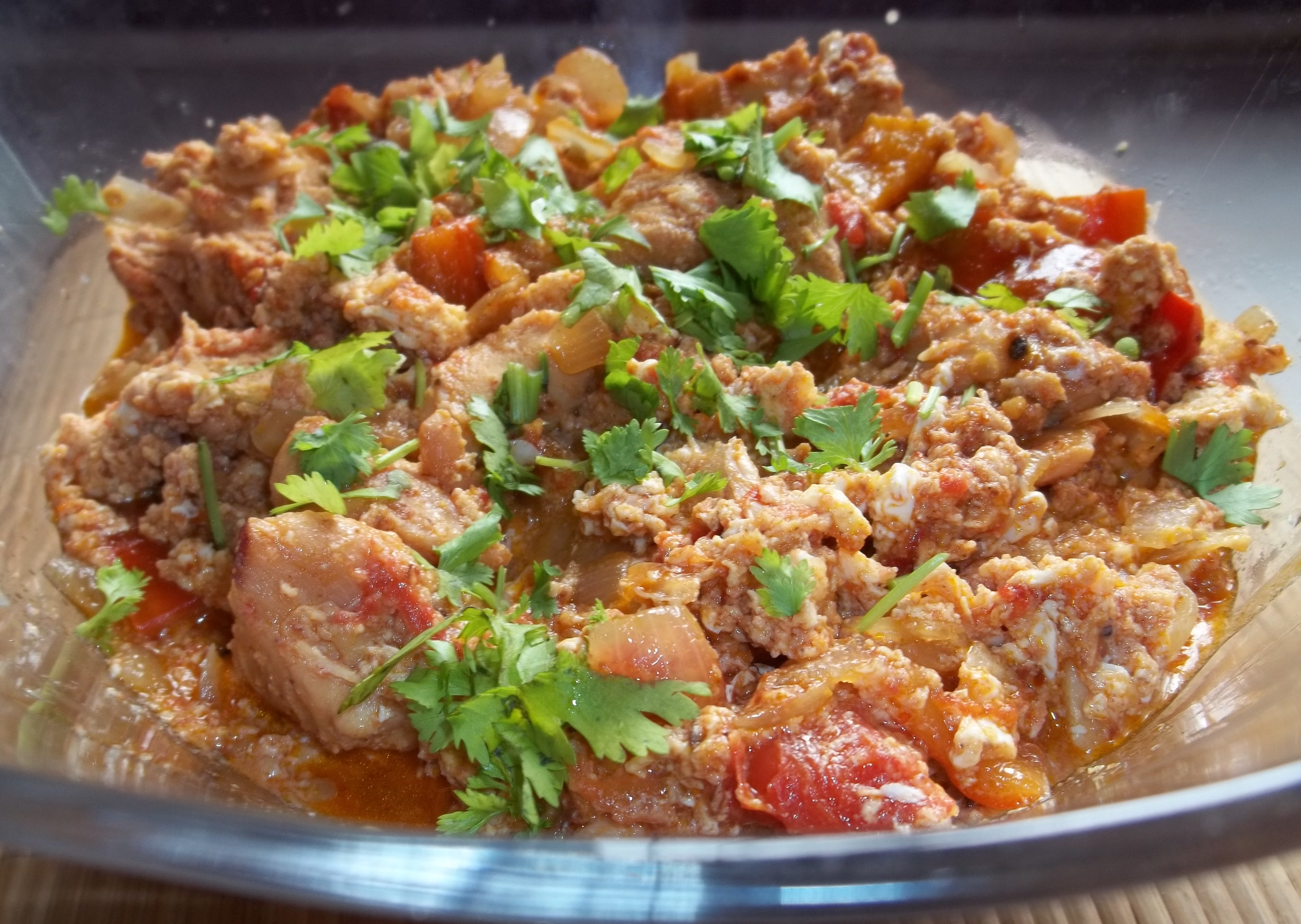
Csahohbili – rizzsel és dióval készült húsos étel